# JetSMART Colombia
JetSMART Colombia es una aerolínea de bajo costo que opera en Colombia desde el 14 de marzo de 2024,propiedad de la chilena JetSMART. Se dedica a los vuelos de cabotaje y regionales, transportando pasajeros, carga y correo.

## Historia
En diciembre de 2023, la aerolínea chilena de bajo costo, JetSmart, informó que terminó de forma exitosa la fase tres de las cinco etapas establecidas en el Reglamento Aeronáutico Colombiano para lograr la obtención de la certificación que la acreditará como operadora aérea en Colombia; esto lo logró al presentar la documentación requerida para demostrar su idoneidad técnica y operativa para la prestación de sus servicios en los aeropuertos de Bogotá, Barranquilla, Bucaramanga, Cali, Cartagena, Medellín, Cúcuta, Montería, Pereira, Pasto, San Andrés y Santa Marta.
Los vuelos de comprobación fueron realizados con un avión Airbus A320neo de matrícula CC-AWX, denominado por la compañía como el Lobo Marino, recibido en agosto de 2023.
En enero de 2024 se dio inicio a la venta de pasajes de lanzamiento de vuelos domésticos entre las ciudades de Bogotá, Cartagena, Medellín, Pereira y Santa Marta, las cuales iniciaron el 14 de marzo del mismo año. Antes de iniciar operaciones, se realizó el anunció de una nueva ruta entre Cali y Cartagena que iniciaría operaciones en mayo del mismo año. En abril de 2024, Cúcuta y San Andrés se sumaron a los destinos que la aerolínea ofrece servicio.

## Flota
La aerolínea tiene una flota uniforme de Airbus A320neo bajo su modelo de bajo costo, configurada con una cabina única. Está compuesta por las siguientes aeronaves:
| Aeronaves      | En servicio | Pasajeros (clase única)                           | Matrícula                                         | Nombre                                            | Antigüedad                                        |
| -------------- | ----------- | ------------------------------------------------- | ------------------------------------------------- | ------------------------------------------------- | ------------------------------------------------- |
| Airbus A320neo | 7           | 186                                               | CC-AWV                                            | «Vicuña»                                          | 2,2 años                                          |
| Airbus A320neo | 7           | 186                                               | CC-AWX                                            | «Lobo Marino»                                     | 2,0 años                                          |
| Airbus A320neo | 7           | 186                                               | CC-AWZ                                            | «Guacamayo Escarlata»                             | 1,4 años                                          |
| Airbus A320neo | 7           | 186                                               | CC-DIA                                            | «Gallito de las Rocas»                            | 1,2 años                                          |
| Airbus A320neo | 7           | 186                                               | CC-DID                                            | «Tití León Dorado»                                | 1,1 años                                          |
| Airbus A320neo | 7           | 186                                               | CC-DIH                                            | «Tucán Toco»                                      | 1,1 años                                          |
| Airbus A320neo | 7           | 186                                               | CC-DIO                                            | «Tangara Pecosa»                                  | 1,1 años                                          |
| Total          | 7           | Edad media de la flota (enero de 2025): 1,5 años. | Edad media de la flota (enero de 2025): 1,5 años. | Edad media de la flota (enero de 2025): 1,5 años. | Edad media de la flota (enero de 2025): 1,5 años. |

## Destinos
JetSMART Colombia opera a 10 destinos nacionales y un destino internacional, así:
| País                                          | Ciudad                                      | Código de aeropuerto                        | Código de aeropuerto                        | Aeropuerto                                      | MDE                                         | CLO                                         | BOG                                         | CTG                                         | PEI                                         | SMR                                         | Otros                                       | Rutas                                       | Notas                                       |
| País                                          | Ciudad                                      | IATA                                        | ICAO                                        | Aeropuerto                                      | MDE                                         | CLO                                         | BOG                                         | CTG                                         | PEI                                         | SMR                                         |                                             | Rutas                                       | Notas                                       |
| Destinos domésticos (10 destinos, 19 rutas)   | Destinos domésticos (10 destinos, 19 rutas) | Destinos domésticos (10 destinos, 19 rutas) | Destinos domésticos (10 destinos, 19 rutas) | Destinos domésticos (10 destinos, 19 rutas)     | Destinos domésticos (10 destinos, 19 rutas) | Destinos domésticos (10 destinos, 19 rutas) | Destinos domésticos (10 destinos, 19 rutas) | Destinos domésticos (10 destinos, 19 rutas) | Destinos domésticos (10 destinos, 19 rutas) | Destinos domésticos (10 destinos, 19 rutas) | Destinos domésticos (10 destinos, 19 rutas) | Destinos domésticos (10 destinos, 19 rutas) | Destinos domésticos (10 destinos, 19 rutas) |
| --------------------------------------------- | ------------------------------------------- | ------------------------------------------- | ------------------------------------------- | ----------------------------------------------- | ------------------------------------------- | ------------------------------------------- | ------------------------------------------- | ------------------------------------------- | ------------------------------------------- | ------------------------------------------- | ------------------------------------------- | ------------------------------------------- | ------------------------------------------- |
| Colombia                                      | Barranquilla                                | BAQ                                         | SKBQ                                        | Aeropuerto Internacional Ernesto Cortissoz      | •                                           |                                             |                                             |                                             |                                             |                                             |                                             | 1                                           |                                             |
| Colombia                                      | Bogotá                                      | BOG                                         | SKBO                                        | Aeropuerto Internacional El Dorado (Terminal 2) | •                                           | •                                           |                                             | •                                           | •                                           | •                                           |                                             | 5                                           |                                             |
| Colombia                                      | Cali                                        | CLO                                         | SKCL                                        | Aeropuerto Internacional Alfonso Bonilla Aragón | •                                           |                                             | •                                           | •                                           |                                             | •                                           | ADZ                                         | 5                                           |                                             |
| Colombia                                      | Cartagena                                   | CTG                                         | SKCG                                        | Aeropuerto Internacional Rafael Núñez           | •                                           | •                                           | •                                           |                                             | •                                           |                                             | CUC                                         | 5                                           |                                             |
| Colombia                                      | Cúcuta                                      | CUC                                         | SKCC                                        | Aeropuerto Internacional Camilo Daza            | •                                           |                                             |                                             | •                                           |                                             |                                             |                                             | 2                                           |                                             |
| Colombia                                      | Medellín (HUB)                              | MDE                                         | SKRG                                        | Aeropuerto Internacional José María Córdova     |                                             | •                                           | •                                           | •                                           | •                                           | •                                           | ADZ, BAQ, CUC, MTR                          | 9                                           |                                             |
| Colombia                                      | Montería                                    | MTR                                         | SKMR                                        | Aeropuerto Internacional Los Garzones           | •                                           |                                             |                                             |                                             |                                             |                                             |                                             | 1                                           |                                             |
| Colombia                                      | Pereira                                     | PEI                                         | SKPE                                        | Aeropuerto Internacional Matecaña               | •                                           |                                             | •                                           | •                                           |                                             | •                                           |                                             | 4                                           |                                             |
| Colombia                                      | San Andrés                                  | ADZ                                         | SKSP                                        | Aeropuerto Internacional Gustavo Rojas Pinilla  | •                                           | •                                           |                                             |                                             |                                             |                                             |                                             | 2                                           |                                             |
| Colombia                                      | Santa Marta                                 | SMR                                         | SKSM                                        | Aeropuerto Internacional Simón Bolívar          | •                                           | •                                           | •                                           |                                             | •                                           |                                             |                                             | 3                                           |                                             |
| Destinos internacionales (1 destino, 2 rutas) |                                             |                                             |                                             |                                                 |                                             |                                             |                                             |                                             |                                             |                                             |                                             |                                             |                                             |
| República Dominicana                          | Punta Cana                                  | PUJ                                         | MDPC                                        | Aeropuerto Internacional de Punta Cana          | •*                                          | •*                                          |                                             |                                             |                                             |                                             |                                             | 2                                           | *Inicia el 5 de diciembre de 2025.          |
| Total: 11 destinos, 2 países, 21 rutas        | Total: 11 destinos, 2 países, 21 rutas      | Total: 11 destinos, 2 países, 21 rutas      | Total: 11 destinos, 2 países, 21 rutas      | Última actualización: 6 de agosto de 2025       | 10                                          | 6                                           | 5                                           | 5                                           | 4                                           | 4                                           | 6                                           | 40                                          |                                             |

### Cronología de rutas
| Rutas activas           | Rutas activas | Rutas activas          | Rutas activas            | Rutas activas |
| Origen                  | Destino       | Fecha de inicio        | Duración                 | Ref.          |
| ----------------------- | ------------- | ---------------------- | ------------------------ | ------------- |
| Bogotá                  | Cartagena     | 14 de marzo de 2024    | 1 año, 4 meses y 23 días | [ 2 ]         |
| Bogotá                  | Medellín      | 14 de marzo de 2024    | 1 año, 4 meses y 23 días | [ 2 ]         |
| Bogotá                  | Pereira       | 14 de marzo de 2024    | 1 año, 4 meses y 23 días | [ 2 ]         |
| Bogotá                  | Santa Marta   | 14 de marzo de 2024    | 1 año, 4 meses y 23 días | [ 2 ]         |
| Bogotá                  | Cali          | 1 de abril de 2025     | 4 meses y 5 días         | [ 12 ]        |
| Medellín                | Cartagena     | 14 de marzo de 2024    | 1 año, 4 meses y 23 días | [ 2 ]         |
| Medellín                | Santa Marta   | 14 de marzo de 2024    | 1 año, 4 meses y 23 días | [ 2 ]         |
| Medellín                | Cúcuta        | 11 de junio de 2024    | 1 año, 1 mes y 25 días   | [ 8 ]         |
| Medellín                | Cali          | 13 de junio de 2024    | 1 año, 1 mes y 23 días   | [ 8 ]         |
| Medellín                | Pereira       | 17 de junio de 2024    | 1 año, 1 mes y 19 días   | [ 8 ]         |
| Medellín                | San Andrés    | 27 de junio de 2024    | 1 año, 1 mes y 9 días    | [ 8 ]         |
| Medellín                | Montería      | 5 de diciembre de 2024 | 8 meses y 1 día          | [ 13 ]        |
| Medellín                | Barranquilla  | 6 de diciembre de 2024 | 8 meses                  | [ 13 ]        |
| Medellín                | Punta Cana    | 5 de diciembre de 2025 | Ruta en ventas           | [ 11 ]        |
| Cali                    | Cartagena     | 5 de mayo de 2024      | 1 año, 3 meses y 1 día   | [ 7 ]         |
| Cali                    | Santa Marta   | 13 de junio de 2024    | 1 año, 1 mes y 23 días   | [ 8 ]         |
| Cali                    | San Andrés    | 1 de julio de 2025     | 1 mes y 5 días           | [ 14 ]        |
| Cali                    | Punta Cana    | 5 de diciembre de 2025 | Ruta en ventas           | [ 11 ]        |
| Cartagena               | Pereira       | 14 de marzo de 2024    | 1 año, 4 meses y 23 días | [ 2 ]         |
| Cartagena               | Cúcuta        | 11 de junio de 2024    | 1 año, 1 mes y 25 días   | [ 8 ]         |
| Pereira                 | Santa Marta   | 17 de junio de 2024    | 1 año, 1 mes y 19 días   | [ 8 ]         |
| Total rutas: 21 activas |               |                        |                          |               |

     – Nuevas rutas en venta.

### Próximos destinos
La aerolínea busca ampliar su servicio en Colombia y fuera del país, con lo cual planea tener los siguientes destinos adicionales:
| Destino          | Aeropuerto                                            | Fecha de inicio | Ref.   |
| ---------------- | ----------------------------------------------------- | --------------- | ------ |
| Armenia          | Aeropuerto Internacional El Edén                      | Por definir     | [ 15 ] |
| Bucaramanga      | Aeropuerto Internacional Palonegro                    | Por definir     | [ 4 ]  |
| Ipiales          | Aeropuerto San Luis                                   | Por definir     | [ 15 ] |
| Pasto            | Aeropuerto Antonio Nariño                             | Por definir     | [ 4 ]  |
| Riohacha         | Aeropuerto Almirante Padilla                          | Por definir     | [ 15 ] |
| Valledupar       | Aeropuerto Alfonso López Pumarejo                     | Por definir     | [ 15 ] |
| Villavicencio    | Aeropuerto Vanguardia                                 | Por definir     | [ 15 ] |
| San José         | Aeropuerto Internacional Juan Santamaría              | Por definir     | [ 16 ] |
| Antofagasta      | Aeropuerto Andrés Sabella                             | Por definir     | [ 16 ] |
| Santiago         | Aeropuerto Internacional Arturo Merino Benítez        | Por definir     | [ 16 ] |
| Guayaquil        | Aeropuerto Internacional José Joaquín de Olmedo       | Por definir     | [ 16 ] |
| Quito            | Aeropuerto Internacional Mariscal Sucre               | Por definir     | [ 16 ] |
| Fort Lauderdale  | Aeropuerto Internacional de Fort Lauderdale-Hollywood | Por definir     | [ 16 ] |
| Tegucigalpa      | Aeropuerto Internacional de Palmerola                 | Por definir     | [ 16 ] |
| Ciudad de México | Aeropuerto Internacional Felipe Ángeles               | Por definir     | [ 16 ] |
| Tulum            | Aeropuerto Internacional de Tulum                     | Por definir     | [ 16 ] |
| Managua          | Aeropuerto Internacional Augusto C. Sandino           | Por definir     | [ 16 ] |
| Ciudad de Panamá | Aeropuerto Internacional de Tocumen                   | Por definir     | [ 16 ] |
| Asunción         | Aeropuerto Internacional Silvio Pettirossi            | Por definir     | [ 16 ] |
| Cusco            | Aeropuerto Internacional Alejandro Velasco Astete     | Por definir     | [ 16 ] |
| Lima             | Aeropuerto Internacional Jorge Chávez                 | Por definir     | [ 16 ] |